# Lemuel D. Evans
Lemuel Dale Evans (* 8. Januar 1810 in Tennessee; † 1. Juli 1877 in Washington, D.C.) war ein US-amerikanischer Jurist und Politiker. Zwischen 1855 und 1857 vertrat er den Bundesstaat Texas im US-Repräsentantenhaus.

## Werdegang
Nach einem Jurastudium und seiner Zulassung als Rechtsanwalt begann Lemuel Evans ab 1843 in Marshall (Texas), wohin er zwischenzeitlich gezogen war, in diesem Beruf zu arbeiten. In seiner neuen Heimat begann er als Mitglied der American Party eine politische Laufbahn. 1845 war er Mitglied der verfassungsgebenden Versammlung des zukünftigen Bundesstaates Texas. Bei den Kongresswahlen des Jahres 1854 wurde Evans im ersten Wahlbezirk von Texas in das US-Repräsentantenhaus in Washington gewählt, wo er am 4. März 1855 die Nachfolge von George W. Smyth antrat. Da er im Jahr 1856 nicht bestätigt wurde, konnte er bis zum 3. März 1857 nur eine Legislaturperiode im Kongress absolvieren. Diese war von den Ereignissen im Vorfeld des Bürgerkrieges geprägt.
1861, während des Kriegs, reiste Evans gemeinsam mit Anna Carroll als Geheimagent der Nordstaaten nach St. Louis, um die Invasion von Texas durch die Nordstaaten vorzubereiten.
1867 wurde Evans Leiter der Finanzbehörde in seiner Heimat. Ein Jahr später war er Mitglied auf einem Kongress zur Wiedereingliederung des Staates Texas in die Union. Von 1870 bis 1873 fungierte er als Richter am Supreme Court of Texas. Danach war er im Jahr 1875 US Marshal für den östlichen Gerichtsbezirk von Texas. Er starb am 1. Juli 1877 in der Bundeshauptstadt Washington und wurde auf dem Kongressfriedhof beigesetzt.